# Frank De Winne

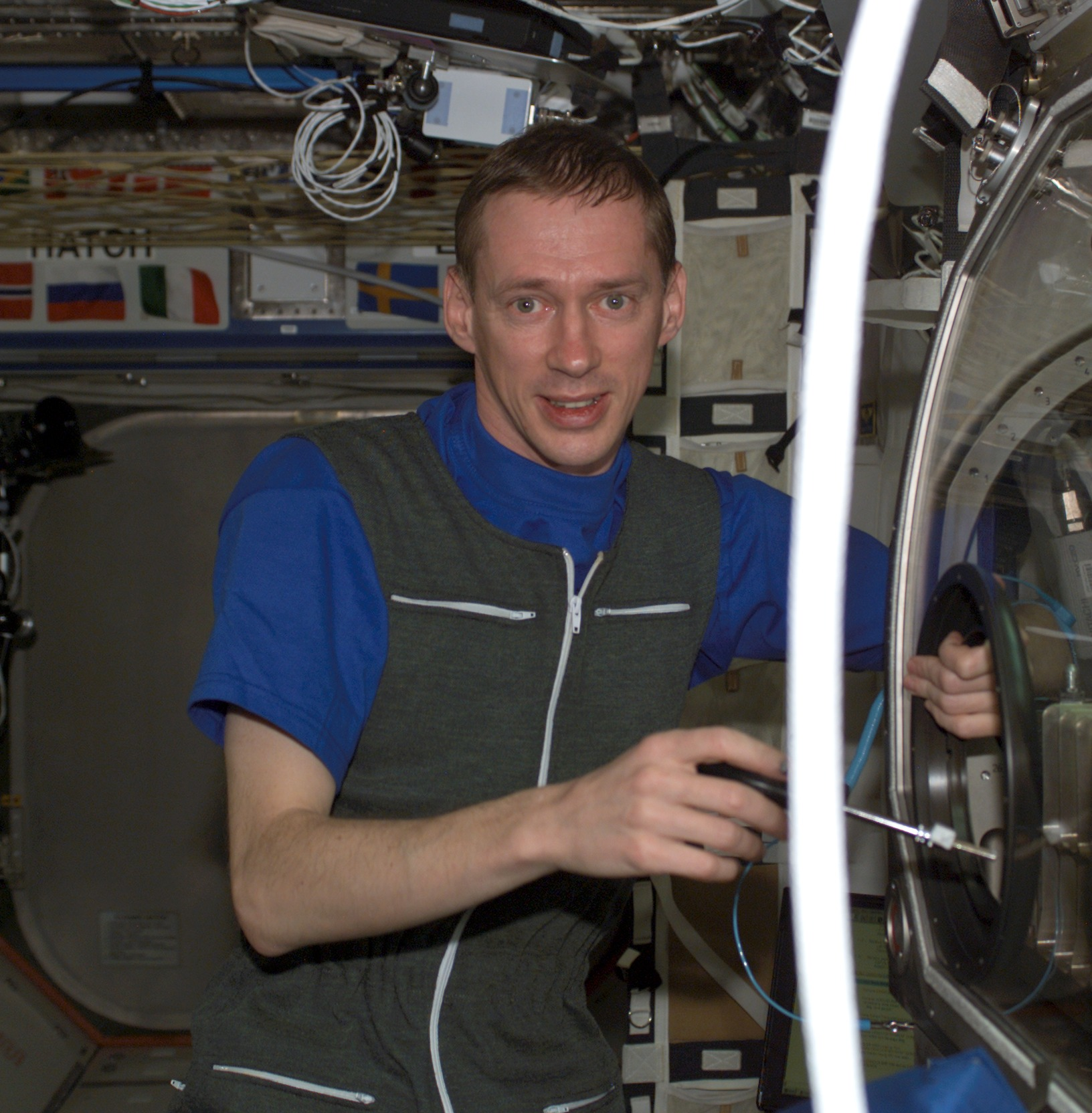
Frank De Winne tijdens zijn eerste ruimtevlucht in het International Space Station (november 2002)

Frank De Winne (Gent, 25 april 1961) is een Belgisch militair piloot en ruimtevaarder. In 2002 verbleef hij ruim acht dagen aan boord van het internationaal ruimtestation ISS. Met die ruimtevlucht werd hij de tweede Belgische astronaut, na Dirk Frimout.
Op 27 mei 2009 werd hij voor de tweede maal de ruimte in gelanceerd, voor een verblijf van zes maanden in het ISS. Tijdens de laatste twee maanden van de missie (ISS-Expeditie 21) was De Winne de eerste commandant van het ISS die niet uit Rusland of de Verenigde Staten kwam.

## Levensloop

### Piloot
De Winne studeerde in 1979 af aan de Koninklijke Cadettenschool in Lier. Hij behaalde in 1984 de diploma's telecommunicatie en burgerlijk ingenieur-polytechnicus aan de Koninklijke Militaire School in Brussel. Hij kreeg daarbij de AIA-prijs toegekend voor de beste thesis.
Daarna volgde De Winne de vliegopleiding aan de Elementaire Vliegschool in Goetsenhoven (een deelgemeente van Tienen). Hij vloog in een Dassault Mirage 5. Hij werd in 1989 gedetacheerd bij SAGEM in Parijs en werkte daar aan verbetering van de veiligheid van de Mirage. Hij voltooide de Elementaire Vliegschool in 1991 en kreeg daarbij de hoogste onderscheiding. Hij behaalde in 1992 zijn brevet van testpiloot aan de Test Pilot School in Boscombe Down, Verenigd Koninkrijk, en ontving daarbij de McKenna Trophy.
De Winne werd in december 1992 aangesteld als testpiloot voor de Belgische luchtmacht. Tijdens een vlucht in juni 1993 met een F-16 Fighting Falcon boven Marche-en-Famenne moest hij zijn schietstoel gebruiken. Hij kwam zelf veilig op de grond. Hij was van januari 1994 tot april 1995 verantwoordelijk voor de vluchtveiligheid van de 1st Fighter Wing te Bevekom. Van april 1995 tot juli 1996 was hij gedetacheerd als senior testpiloot van de EPAF (European Participating Air Forces) bij Edwards Air Force Base in Californië.
Op 12 februari 1997 kreeg De Winne boven Nederland motorproblemen in een F-16 waarbij de boordcomputer uitviel. De Winne slaagde erin de F-16 veilig aan de grond te zetten, wat hem als eerste niet-Amerikaan de Joe Bill Dryden Semper Viper Award opleverde.
In augustus 1998 werd De Winne commandant van het 349e Smaldeel, gestationeerd op Kleine-Brogel. Tijdens de NAVO-operatie Allied Force in de Balkan in 1999 was hij commandant van de Belgisch-Nederlandse Deployable Air Task Force die meer dan 2000 vluchten uitvoerde. Naar aanleiding hiervan ontving De Winne de Nederlandse onderscheiding Officier in de Orde van Oranje-Nassau.
De Winne heeft meer dan 2300 uren vliegervaring in uiteenlopende typen vliegtuigen, waaronder Mirage, F-16, Tornado en Jaguar. Op 1 juli 2016 werd hij op pensioen gesteld.

### Ruimtevaarder

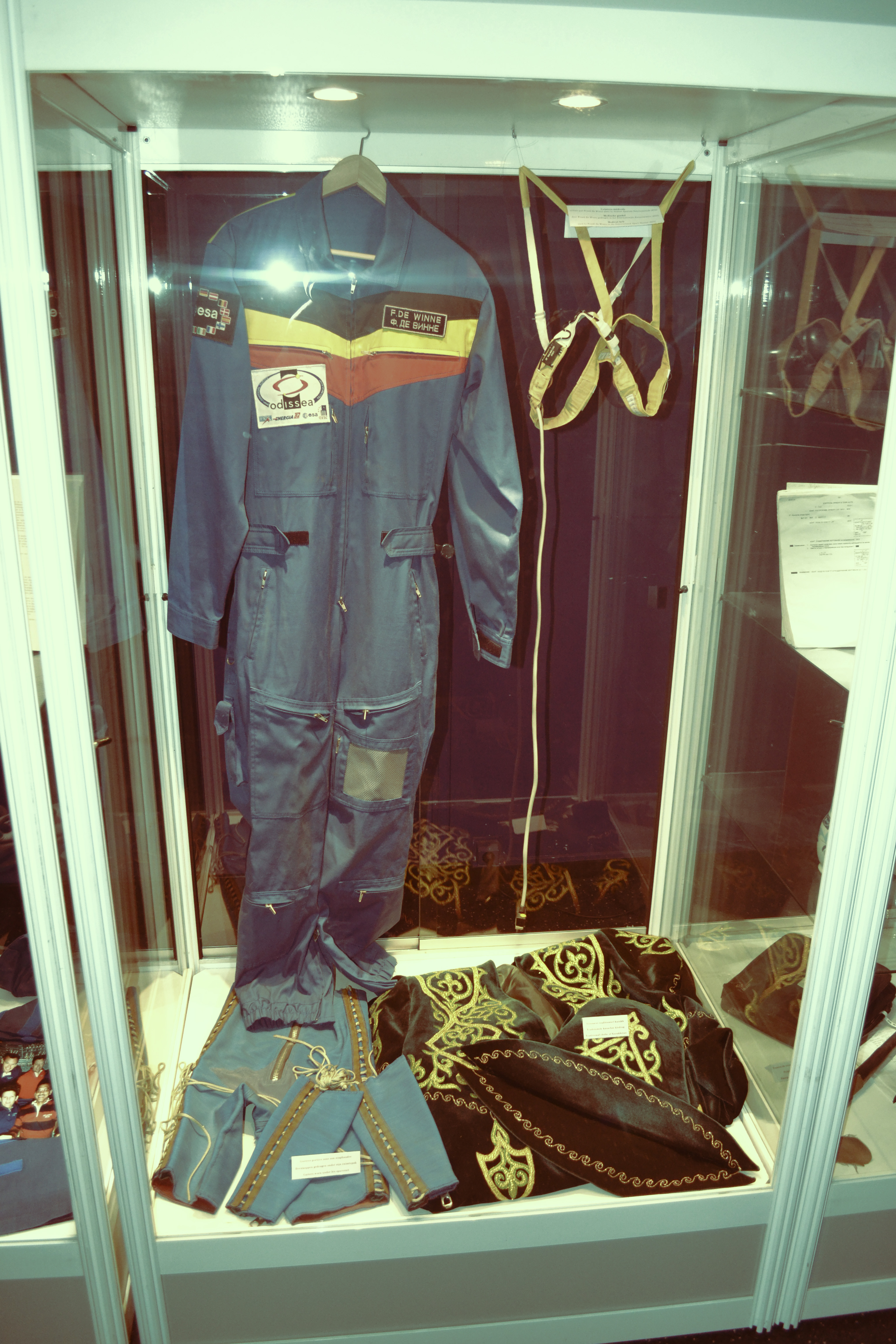
Russische overal van Belgische astronaut Frank de Winne in het Euro Space Center in België

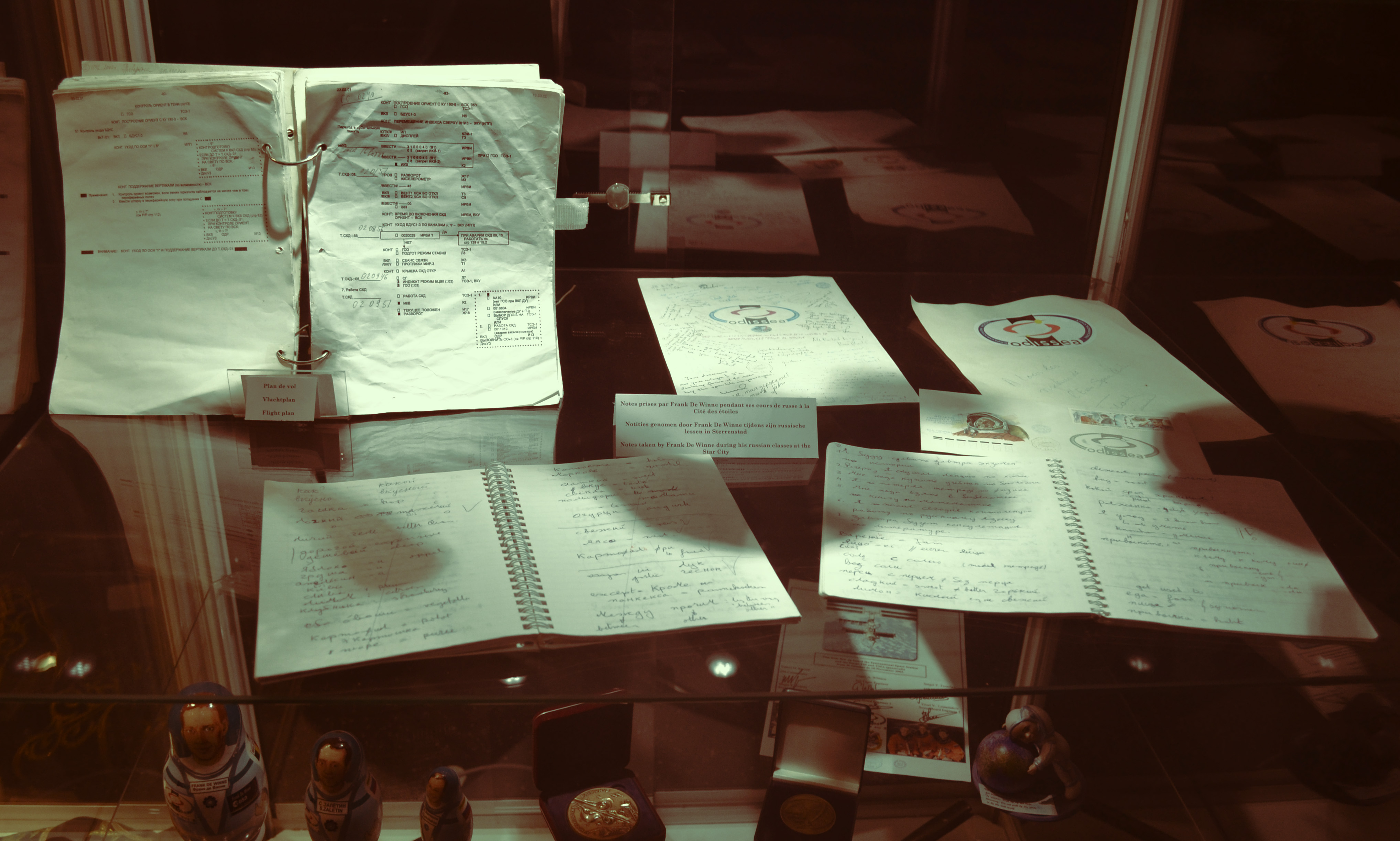
Vluchtplan en persoonlijke notities van De Winne in het Euro Space Center in België

De Winne werd in oktober 1998 geselecteerd als ruimtevaarder voor de ESA. In januari 2000 werd hij opgenomen in het astronautencorps van ESA. In augustus 2001 startte hij zijn opleiding tot astronaut in het Yuri A. Gagarin opleidingscentrum voor kosmonauten in Sterrenstad nabij Moskou.
Op 30 oktober 2002 werd De Winne als boordwerktuigkundige gelanceerd aan boord van de Sojoez TMA-1 in het kader van de Odissea Missie. De Winne werd vergezeld door gezagvoerder Sergei Zaljotin en boordwerktuigkundige Yuri Lonchakov. De Sojoez koppelde automatisch aan het ISS en diende als vervanging van de Sojoez TM-34 die sinds 27 april 2002 aan een andere poort van het ISS gekoppeld was. Er is altijd een Sojoez aan het ISS gekoppeld zodat de ISS-bemanning in geval van nood een mogelijkheid heeft om het ISS te verlaten, maar de Sojoez dient elke zes maanden vervangen te worden door een nieuwe.
Tijdens zijn verblijf in het ISS heeft De Winne een reeks van experimenten uitgevoerd. Het gaat om medische en technische experimenten onder andere op het gebied van cardiovasculair onderzoek, neurosensorisch onderzoek, osteoporose, kristallisatie, verbrandingssynthese en diffusieprocessen.
Na een verblijf van ruim acht dagen namen De Winne, Zaljotin en Lonchakov afscheid van de permanente bemanning van het ISS, en namen plaats in de Sojoez TM-34. Ze koppelden los van het ruimtestation, en landden in de vroege ochtend van 10 november 2002 in Kazachstan.
Op 20 september 2007 werd bekendgemaakt dat De Winne geselecteerd was voor een verblijf van zes maanden (mei tot november 2009) in het ISS. De lancering voor deze missie in een Sojoez-raket vond plaats op 27 mei 2009 vanaf Bajkonoer in Kazachstan. Aan boord bevonden zich ook de Russische Sojoez-gezagvoerder Roman Romanenko en de Canadees Robert Thirsk.
De Winne verbleef zes maanden in het ISS. Zijn missie kreeg de naam OasISS, gekozen uit meer dan 500 inzendingen.
Tijdens de laatste drie maanden van deze missie nam hij tevens de functie van commandant op zich. Op 1 december 2009 keerde De Winne terug op aarde. 
In 2012 werd De Winne het hoofd van het Europees Astronautencentrum (EAC), het opleidingscentrum voor astronauten van de ESA in Keulen.

## Privéleven
De Winne scheidde in 2006 van zijn eerste vrouw, met wie hij drie kinderen heeft. Hij hertrouwde datzelfde jaar in Leiden met de in Moskou geboren dr. Ir. Lena Clarke MBA.
Zijn vrouw Lena Clarke De Winne publiceerde in 2010 het boek Mijn Countdown. Een ongewone kijk op een buitengewone ruimtevlucht, onder andere over de zes maanden gedwongen scheiding tussen haar en haar echtgenoot in het internationaal ruimtestation, en de cultuurverschillen tussen Rusland en de rest van Europa.

## Eerbetoon
- 1997: Joe Bill Dryden Semper Viper Award als eerste niet-Amerikaanse piloot voor het demonstreren van buitengewone vaardigheid tijdens een vlucht
- 1999: Officier in de Orde van Oranje-Nassau
- 2004: verheven in de erfelijke Belgische adel, met de persoonlijke titel van burggraaf[9]
- 2010: ereburger van Sint-Truiden
- 2010: Gouden Penning van de Koninklijke Vlaamse Academie van België voor Wetenschappen en Kunsten
- 2013: de Koninklijke Militaire School vernoemde in 2013 haar grootste auditorium naar De Winne[10]

### Eredoctoraten
Naast de eerder genoemde onderscheidingen verkreeg De Winne ook een aantal eredoctoraten.
- In 2003 ontving hij een eredoctoraat aan het toenmalige Limburgs Universitair Centrum.[11]
- Op 29 april 2010 werd hij aan de Universiteit Antwerpen geëerd met een eredoctoraat van de faculteit geneeskunde.
- Op 17 november 2010 ontving De Winne een eredoctoraat aan de Universiteit Gent, in het kader van de 175ste verjaardag van de faculteit ingenieurswetenschappen.[12]
- Op 26 september 2012 ontving hij een eredoctoraat aan de Universiteit van Luik in het kader van de Space days.[13]